# شریفان
شریفان (به لاتین: Şarifan) یک منطقهٔ مسکونی در جمهوری آرتساخ است که در استان کاشاتاق واقع شده‌است.